# Ричард Львиное Сердце (опера)
«Ри́чард Льви́ное Се́рдце» (фр. Richard Coeur-de-lion) — трёхактная комическая опера (комедия, положенная на музыку) Андре Гретри на либретто Мишеля Седена. Считается общепризнанным шедевром композитора и одной из лучших французских комических опер. 
Премьера состоялась 21 октября 1784 года в Париже в Театре итальянской комедии. Год спустя, 25 октября 1785 года в Фонтенбло состоялась премьера четырёхактной редакции оперы — однако впоследствии Гретри вернулся к первоначальному трёхактному варианту.
Сюжет этой оперы спасения основывается на легенде о пребывании английского короля Ричарда I в плену в Австрии и его спасении трубадуром Блонделем.

## Действующие лица
| Ричард Львиное Сердце, король Англии | тенор   |
| Блондель, трубадур                   | тенор   |
| Маргарита Фландрская, графиня Артуа  | сопрано |
| Сэр Уильямс                          | бас     |
| Лоретта, его дочь                    | сопрано |
| Флорестан, комендант крепости Линца  | бас     |
| Антонио                              | сопрано |
| Колетт                               | сопрано |
| Крестьяне, солдаты, слуги            |         |

## Либретто

### Акт первый. Окрестности Линца
Крестьяне веселятся. Среди них Антонио и Колетт, которые влюблены друг в друга. Появляется путешественник. Это трубадур Блондель, который ищет короля Ричарда, попавшего в плен после крестового похода (ария O Richard! O mon roi!). Австрийский герцог Леопольд скрывает место заточения короля, чтобы сделать невозможными попытки освободить его. Антонио рассказывает Блонделю, что недалеко поселился англичанин с дочерью. Приходит сэр Уильямс. Он подтверждает, что в крепости Линца содержится неизвестный английский пленник. Сэр Уильямс знает это, потому что комендант крепости Флорестан влюблён в его дочь и часто навещает их. Входит дочь Уильямса Лоретта. Она подтверждает сведения, которые сообщил её отец, и рассказывает о своей любви к Флорестану (ария Je crains de lui parler la nuit). Блондель, сэр Уильямс, Лоретта и Антонио решают выяснить, кто этот загадочный узник и, если это король Ричард, помочь ему бежать. Блондель отправится в город под видом слепого странствующего музыканта. Появляется графиня Маргарита с многочисленной свитой. Она влюблена в Ричарда и тоже разыскивает его. Маргарита обещает свою помощь Блонделю.

### Акт второй. Крепость Линца
Комендант Флорестан беседует с пленным королём Ричардом. Ричард тоскует по Англии и надеется на освобождение. Во двор крепости входит переодетый странствующим музыкантом Блондель. Он поет известную Ричарду песню Une fièvre brûlante. Ричард отвечает, подхватывая слова песни. Блондель понял, что таинственный узник и есть король Ричард, но подоспевшие солдаты хватают его. На вопросы Флорестана Блондель отвечает, что пришёл в крепость для того, чтобы передать коменданту, что Лоретта назначила ему свидание и будет ждать сегодня ночью. Флорестан освобождает Блонделя, и тот вместе с Антонио покидает крепость.

### Акт третий. Поместье сэра Уильямса
Возвратившийся Блондель рассказывает Уильямсу о событиях в крепости. Теперь нет сомнений, что узник, содержащийся в Линце, — король Ричард. Блондель предлагает захватить коменданта, который придет на свидание с Лореттой, и потребовать освобождения Ричарда. Одновременно графиня Маргарита даёт приказание своему сенешалю собрать войска для освобождения короля. В план спасения Ричарда посвящают Лоретту. Та переживает и за короля, и за своего возлюбленного Флорестана. Появляется комендант. Сэр Уильямс объявляет ему, что он выйдет из его имения только в обмен на освобождение узника. Флорестан отказывается — он не может нарушить присягу. Но в это время раздаются приветственные крики. Воспользовавшись отсутствием коменданта, войска Маргариты захватили крепость и освободили Ричарда. Входит король и графиня Маргарита. Король рад, что получил свободу, благодарит он и своих освободителей. Ричард также отдает должное Флорестану, который не нарушил воинской присяги. С благословения Ричарда сэр Уильямс даёт согласие на брак Флорестана и Лоретты. Король Ричард, графиня Маргарита и Блондель возвращаются в Англию.

## Влияние произведения
Опера оказала значительное влияние на развитие жанра комической оперы. Это была первая опера, основу сюжета которой составляла борьба за освобождение узника из тюрьмы.
Гретри пытался имитировать средневековую музыку в песне Блонделя Une fièvre brûlante; его опыт был развит немецкими композиторами романтического периода (Бетховен, Вебер, Вагнер).
Ария Блонделя O Richard! O mon roi! стала популярной среди роялистов во время Великой французской революции — песня служила для демонстрации оппозиционности к республиканскому правительству (в её тексте имя Ричарда заменялось именем Людовика).
Ария Лоретты Je crains de lui parler la nuit использована Чайковским в опере «Пиковая дама»: старая графиня поёт начало этой арии, вспоминая своё пребывание во Франции в молодости.

## Дискография
- Гретри. Ричард Львиное Сердце. М. Меспле, Ш. Бурль, М. Тремпон, Ж. ван Горп, Ж. Бастин. Дирижёр Эдгар Доне / EMI 1977 (без разговорной части), 2002 (с разговорной частью)
- Гретри. Ричард Львиное Сердце. М. Пенникки, Б. Пихлер, С. Визер, У. Мальзинер, П. Эдельманн, Х. И Г. Зингерле, Ф. Бернарди, М. Николини, К. Пирхер, А. Колрачик. Дирижёр Фабио Нери / Больцано 1990 Leve / NUOVA ERA (полная версия)